# Tetilla (djur)
Tetilla är ett släkte av svampdjur. Tetilla ingår i familjen Tetillidae.

## Dottertaxa tillTetilla, i alfabetisk ordning[1][2]
- Tetilla africana
- Tetilla arabica
- Tetilla australis
- Tetilla barodensis
- Tetilla bonaventura
- Tetilla capillosa
- Tetilla casula
- Tetilla ciliata
- Tetilla coronida
- Tetilla cranium
- Tetilla dactyloidea
- Tetilla diaenophora
- Tetilla disigmata
- Tetilla enoi
- Tetilla euplocamus
- Tetilla furcifer
- Tetilla geniculata
- Tetilla ginzan
- Tetilla gladius
- Tetilla globosa
- Tetilla hamatum
- Tetilla hebes
- Tetilla japonica
- Tetilla koreana
- Tetilla limicola
- Tetilla microxea
- Tetilla mutabilis
- Tetilla nimia
- Tetilla ovata
- Tetilla oxeata
- Tetilla pedifera
- Tetilla pedonculata
- Tetilla pilula
- Tetilla poculifera
- Tetilla praecipua
- Tetilla radiata
- Tetilla raphidiophora
- Tetilla repens
- Tetilla ridleyi
- Tetilla sandalina
- Tetilla sansibarica
- Tetilla schulzei
- Tetilla sibirica
- Tetilla sigmophora
- Tetilla simplex
- Tetilla spinosa
- Tetilla truncata